# Tsjoegoeny
Tsjoegoeny (Russisch: Чугуны) is een plaats (selo) in het district Vorotynski van de Russische oblast Nizjni Novgorod. De plaats bevindt zich iets ten zuiden van de zuidelijke oever van de Wolga, aan een weg naar het dorp Krioesja en iets ten noorden van de weg Nizjni Novgorod - Tsjeboksary. Tsjoegoeny vormt het centrum van de gelijknamige selsovjet.